# Tonco Modderman (1745-1802)

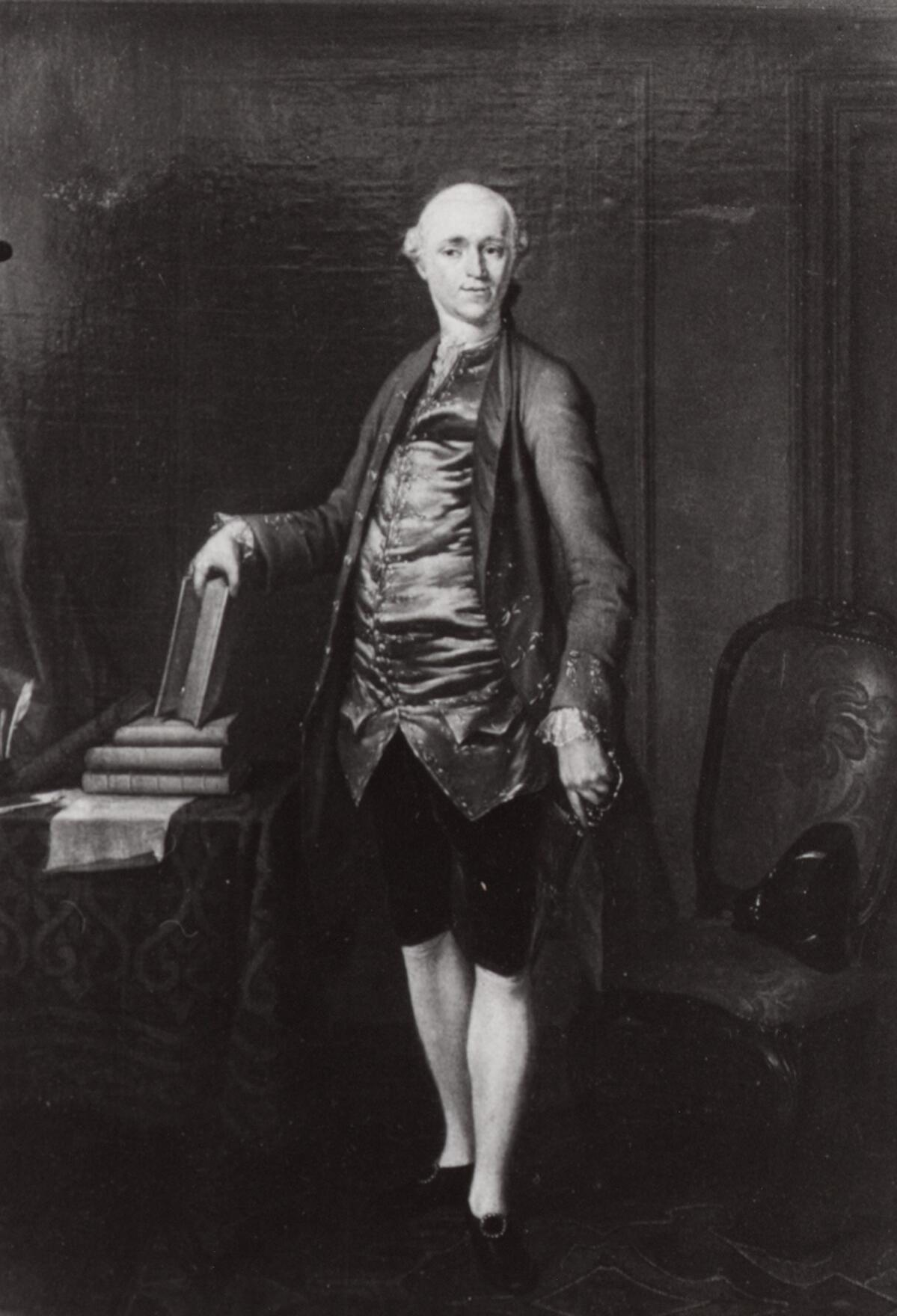
Tonco Modderman (1745-1802) door Jacobus Buys in 1778

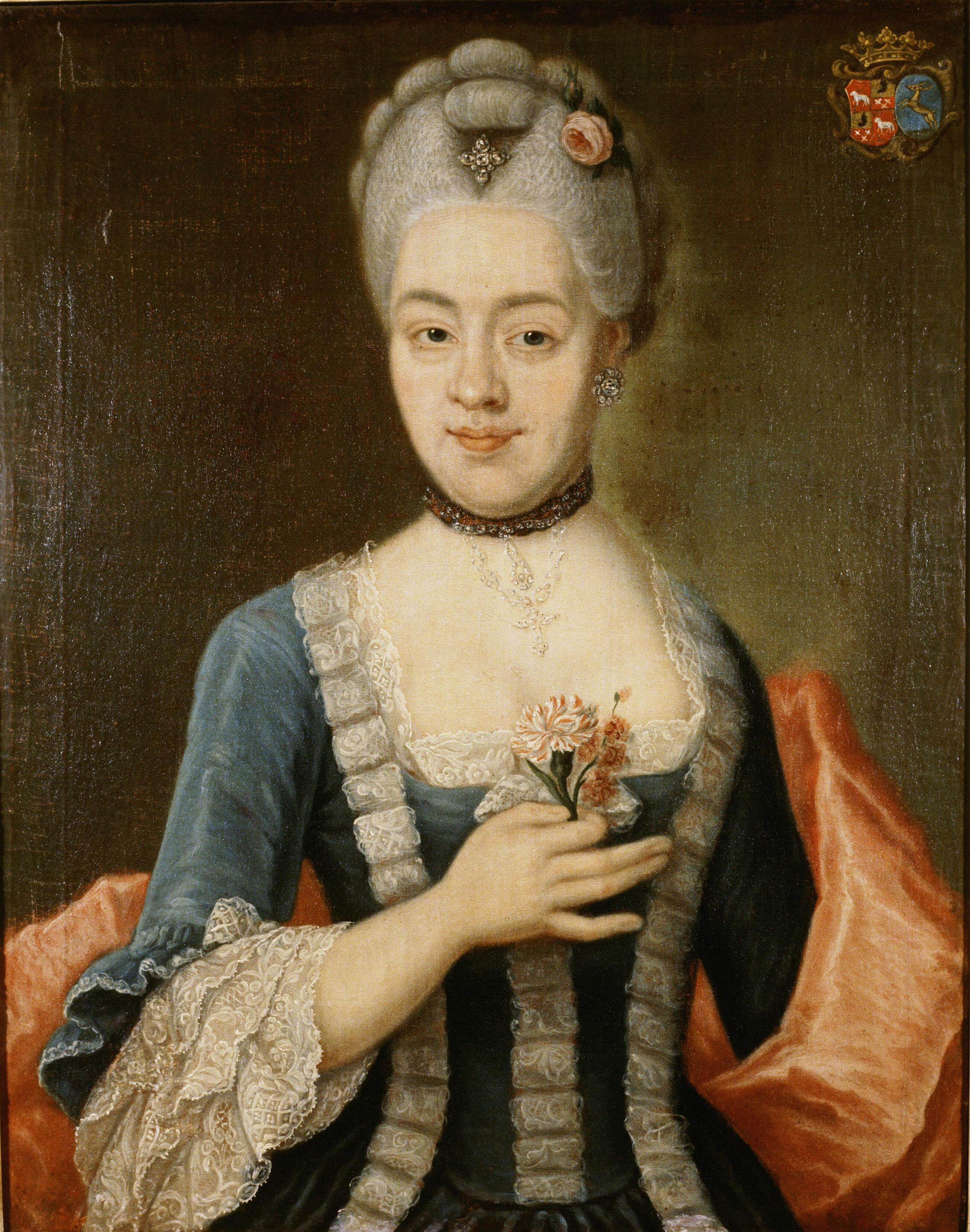
Antonia Forsten (1753-1806) door Johann Adriaen Thim

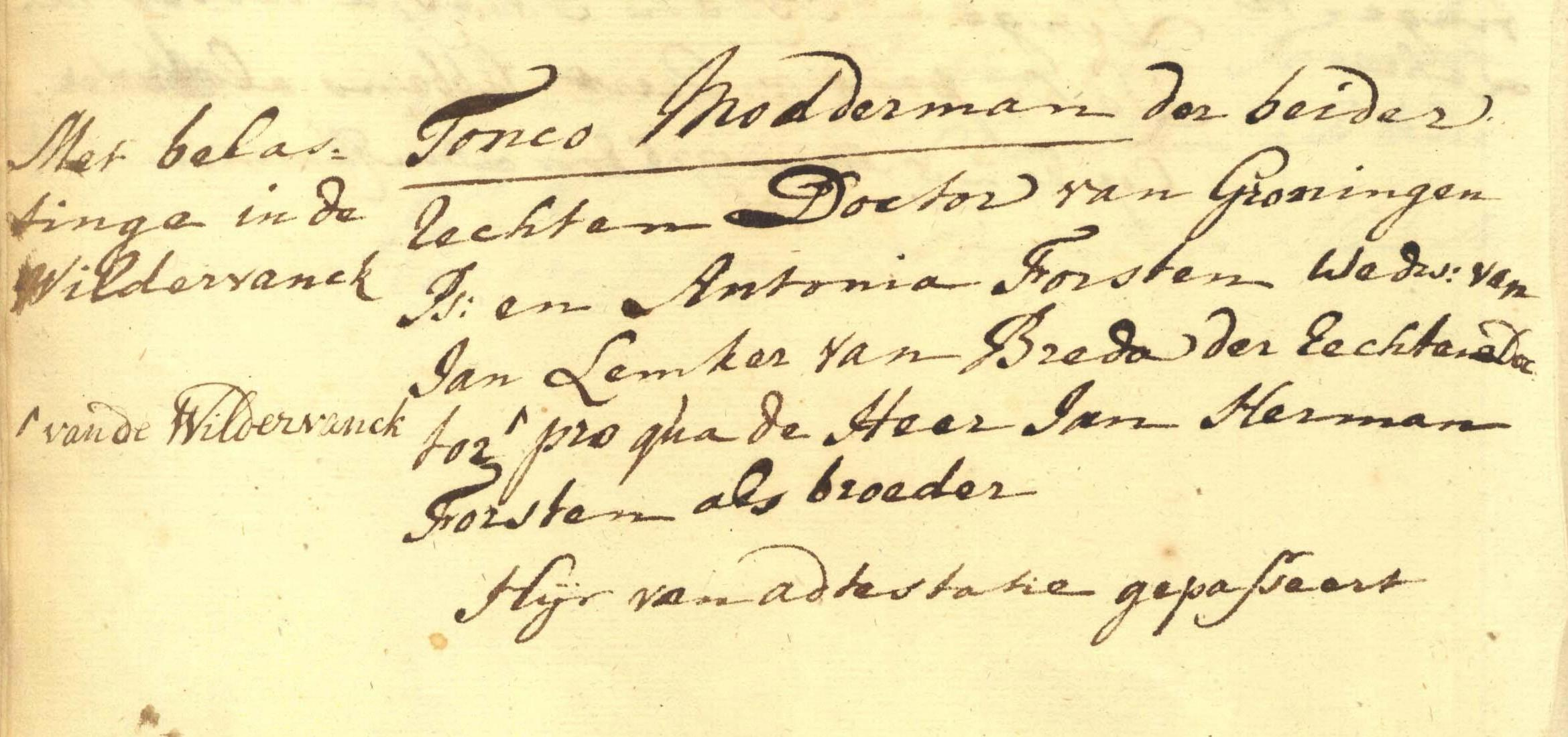
Inschrijving ondertrouw Tonco Modderman en Antonia Forsten 18 mei 1776 te Groningen

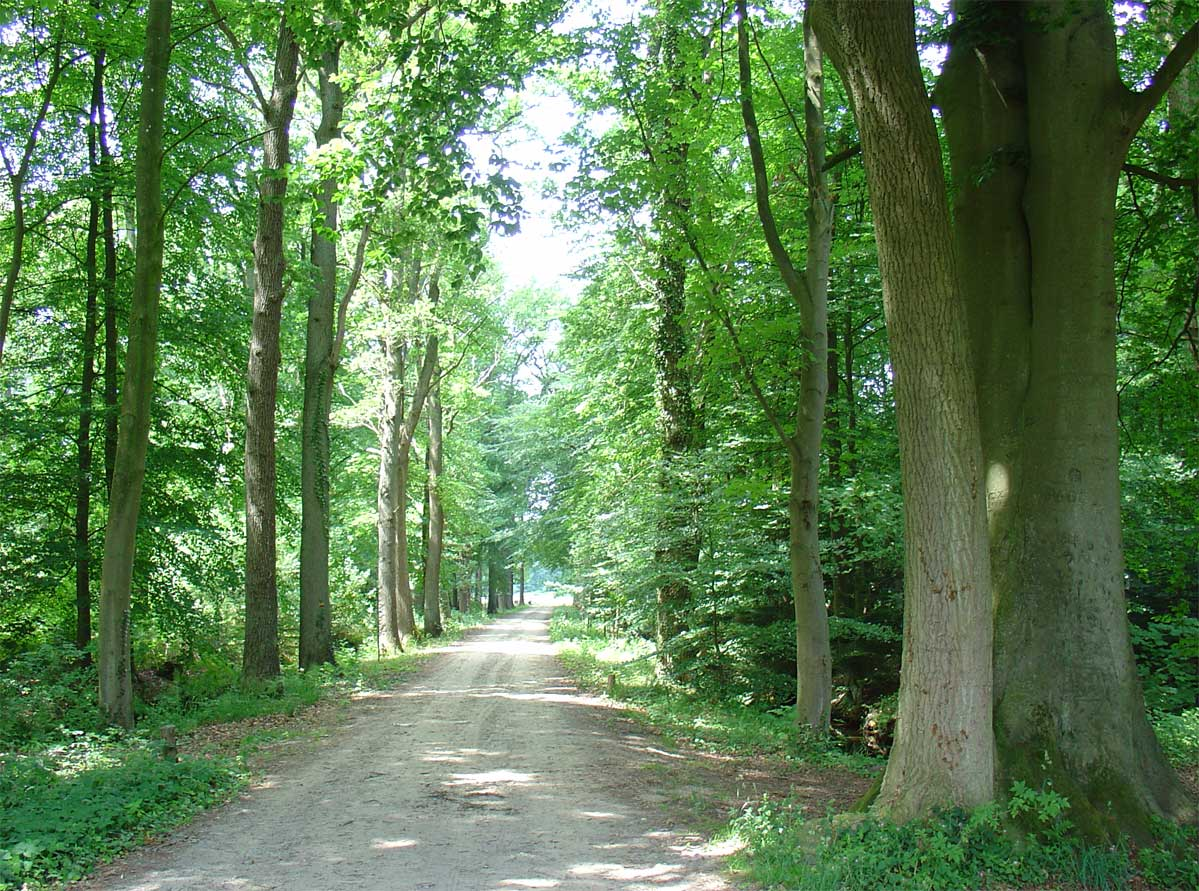
Zichtlaan met beuken in het door Tonco Modderman aangelegde Sterrebos van de voormalige Havezate Oosterbroek (bij Eelde)

Tonco Modderman, heer van Oosterbroek (Groningen, 11 januari 1745 - aldaar, 23 april 1802) was jurist, dichter, politicus, ondernemer en verondersteld medewerker aan de Groninger Raarekiek.
Tonco Modderman, zoon van Jan Tonckes Modderman en Ettjen Dirks Modderman, trouwde op 6 juni 1776 te Groningen met de in Wildervank geboren weduwe Antonia Forsten. Uit het huwelijk tussen Tonco en Antonia Forsten werden elf kinderen geboren, waarvan er drie jong overleden. Hij kan worden beschouwd als de stamvader van de Groningse familie van juristen Modderman. Zo was hij vader van het Tweede Kamerlid Hendrik Jacob Herman Modderman en van het buitengewoon Tweede Kamerlid Antonius Modderman en grootvader van minister en minister van Staat Anthony Ewoud Jan Modderman en van burgemeester van Groningen Sebastiaan Matheüs Sigismund Modderman. Tonco Modderman overleed door een ongeval: hij had bij kaarslicht liggen lezen in bed, waardoor brand uitbrak.

## Loopbaan
Modderman studeerde waarschijnlijk in het buitenland alvorens zich op 1 mei 1773 in te schrijven aan de Universiteit van Groningen. Hij promoveerde aldaar op 5 mei 1773 in de rechten. Volgens de historicus Kremer is Modderman, hoewel dat wel beweerd wordt, nooit werkzaam geweest als advocaat in Groningen, omdat "hij nimmer het daarvoor verschuldigde admissiegeld [heeft] betaald". Modderman werd van verschillende ambten uitgesloten, omdat hij doopsgezind was. Modderman was actief in de politiek, zo was hij schepen van de stad Groningen, lid van de Staten-Generaal voor de provincie Groningen (van 25 februari 1795 - maart 1796), lid van het Comité tot de algemene zaken van het bondgenootschap te lande voor Groningen (van 20 maart 1795 - 16 februari 1798) en lid Eerste Nationale Vergadering voor het district Meppel (van 29 april 1796 tot 10 november 1796).
Tonco Modderman was met zijn broer Jan en zijn zwager Forsten directeur-eigenaar van een papiermolen ten zuiden van de stad Groningen, daar waar nu het Groningse openluchtzwembad 'de Papiermolen' staat. Met zijn broer Jan bezat hij vanaf 1774 twee scheepswerven (de Buitenwerf) in het westen van de stad Groningen, even buiten de Kranepoort. Samen hadden ze ook een handelsgemeenschap met een Zaanse firma die zich bezighield met walvisvaart, de zogenoemde "Groenlandse visserij". Van 1791-1794 bezat hij met de weduwe van Jan Modderman scheepswerf de Noorderwerf te Groningen.

## Maatschappelijke betrokkenheid
Tonco Modderman heeft zich, samen met zijn broer Jan, op diverse fronten gemanifesteerd in de stad Groningen. Ze kwamen in actie om de 'smalle gemeenschap' van goedkope turf te voorzien, ze waren beiden lid van de Oeconomische Tak en ook waren ze samen lid van de loge L'Union Provinciale. Daar hebben ze beiden enige tijd de functie van voorzittend meester vervuld. Ook werkten ze samen mee aan de oprichting van het exercitiegenootschap Voor Onze Duurste Panden.

## Havezate Oosterbroek
In 1781 kocht Modderman de havezate Oosterbroek bij Eelde van de toenmalige eigenaar Sjuck van Burmania Rengers. Deze laatste had het landgoed op 26 juli 1781 ter veiling aangeboden. De koop per veiling ging echter niet door. Modderman en zijn echtgenote kochten twee dagen later het landgoed voor 30.000 gulden. Daarna lieten zij het landgoed verfraaien door de aanleg van zichtlanen, een sterrenbos, een moestuin en een beukenbos.